# Росмеслер, Эмиль Адольф
Эмиль Адольф Росмеслер (Emil Adolf Roßmäßler, 1806—1867) — немецкий ботаник и зоолог.

## Биография
С 1825 года изучал в Лейпцигском университете медицину, а затем богословие. В 1827 году занял место учителя, причём усиленно занимался собиранием растений. Росмеслер напечатал: «Beitrag zur Kenntniss d. Flora Weida’s» («Flora», 1830) и «Plantae lipsiaenses, weidanae et tharandtinae» (ib., 1831). В 1830 году занял место профессора зоологии в лесной и сельскохозяйственной академии в Тарандте. Первая зоологическая работа Росмеслера была о сосновом долгоносике, опустошавшем леса Тарандта. В 1832 году появился «Syst. Uebersicht des Thierreichs», в 1834 году — атлас вредных лесных насекомых. Путешествовал в Австрию. В 1834 году издал «Diagnoses conchyliorum terr. et fluv.» (2 вып.), а в 1835 году первую часть обширной «Iconographie d. Land- u. Süsswassermollusken», в которой часть таблиц была литографирована им самим. За период 1835—39 гг. ежегодно появлялись по 2 тетради, а в 1842 и 1844 по одной — его «Iconographie». Временно заменял профессора геологии и минералогии в Таранде, для чего должен был изучить и эти науки, результатом чего явилось: «Beiträge z. Versteinerungskunde» (1840). За смертью Раумера, Росмеслер читал лекции по физиологии растений, причем напечатал: «Das Wichtigste vom innern Bau u. Leben d. Gewächse» (1843). В 1850 году Росмеслер вернулся в Лейпциг где усиленно занимался популяризацией науки и в том числе аквариумистики. В 1853 году путешествовал в Испанию, после чего издал ещё несколько выпусков «Iconographie» (всего 18, в трех томах, Лейпциг и Дрезден, 1835—59).
По его инициативе был основан лейпцигский музей естествознания. Обширное малакологическое собрание Росмеслера находится в настоящее время в Зенкенберском музее в Берлине.